# Troiano Acquaviva d’Aragona
Troiano Acquaviva d’Aragona (ur. 15 stycznia 1695 w Neapolu, zm. 20 marca 1747 w Rzymie) – włoski kardynał.
Pochodził z neapolitańskiej rodziny patrycjuszowskiej. Jego ojciec, Girolamo Acquaviva d'Aragona, był księciem Atri. Poza tym niewiele wiadomo o jego dzieciństwie. Od 1721 pracował w kurii i administracji papieskiej (m.in. jako gubernator Ankony i protonotariusz apostolski). W kwietniu 1729 przyjął święcenia kapłańskie i został mianowany tytularnym biskupem Filippopoli di Arabia. Kilka miesięcy później objął stanowisko prefekta Pałacu Apostolskiego. W sierpniu 1730 promowano go do rangi arcybiskupa tytularnego Larissy.
Papież Klemens XII w 1732 kreował go kardynałem. Od 1734 pełnił funkcję hiszpańskiego ambasadora przy Stolicy Apostolskiej. W 1738 został ambasadorem Królestwa Sycylii i Neapolu przy Stolicy Apostolskiej, a w kwietniu 1743 – protektorem Hiszpanii. W 1739 objął arcybiskupstwo Monreale i archidiakonat Toledo. Na konklawe 1740 był oficjalnym reprezentantem króla Hiszpanii Filipa V. Kamerling Św. Kolegium Kardynałów 1744-45. Zmarł w wieku 52 lat.